# Orpheus-Projekt

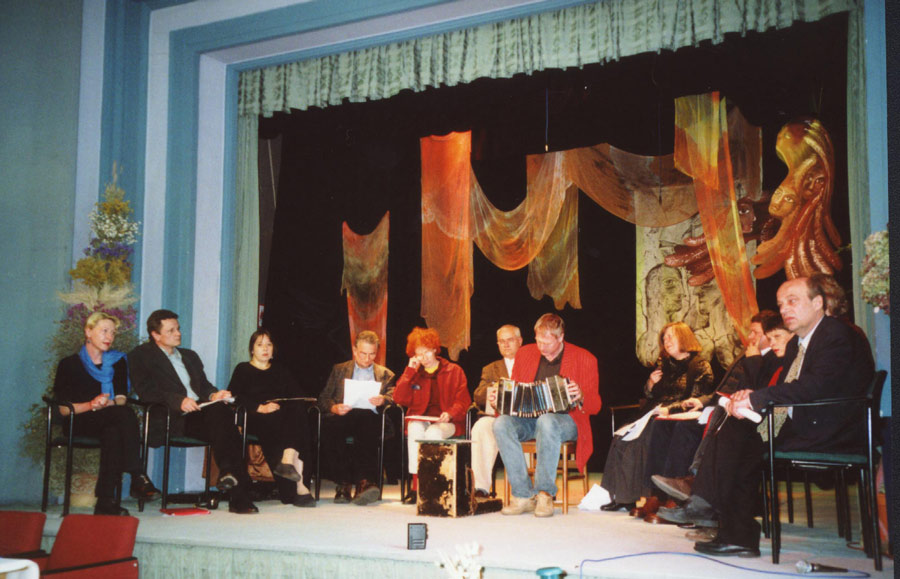
Lesung der Orpheus-Gruppe in Zgorzelec

Das Orpheus-Projekt ist ein Literaturfestival polnischer und deutscher Lyriker, die sich mit den geistigen Quellen der Poesie auseinandersetzen.

## Geschichte

### Orpheus-Projekt 1: Eine Reise zu den Grenzquellen / Orfeusz – Podróż do źródeł granic
Breslau – Kłodzko
Begründet von den Breslauer Lyrikern Renata Maria Niemierowska und Marek Śnieciński mit maßgeblicher Unterstützung von Gert Neumann fand das erste Treffen 1999 unter dem Titel „Orpheus – eine Reise zu den Grenzquellen“ als einwöchiger Workshop in Breslau und Kłodzko an der tschechischen Grenze statt. Als Übersetzer fungierten hauptsächlich Bettina Wöhrmann, Marek Śnieciński und später Peter Gehrisch.
Beteiligte Autoren: Urszula Małgorzata Benka, Peter Gehrisch, Michał Fostowicz Zahorski, Barbara Frank, Dieter Kalka, Bohdan Kos, Gert Neumann, Renata Maria Niemierowska, Waldemar Okoń, Tina Strohecker, Marek Śnieciński, Bettina Wöhrmann, Anna Janko, Maciej Cisło.

### Orpheus-Projekt 2:  Gespräch im Wort / Rozmowa w Słowie
Bad Muskau
Direkt am Grenzfluss Lausitzer Neiße traf sich die Orpheus-Gruppe 2001 auf dem Gelände des Pückler-Parks. Es wurde an einem gemeinsamen Text gearbeitet, der zu verschiedenen Veranstaltungen von den 12 Teilnehmern zelebriert wurde zu in Bautzen, Görlitz, Zgorzelec und Bad Muskau und Leipzig, Organisation Stanislawa Gehrisch, Musik Eleonora Gehrisch und Georg Wieland Wagner.

### Folgeprojekte: Orpheus versammelt die Geister
Lwówek Śląski
Seit 2003 wird das Projekt von Peter Gehrisch in Lwówek Śląski mit einem erweiterten internationalen Autorenkreis fortgeführt. Teilgenommen haben neben den schon genannten: Urszula Kozioł, Hans van de Waarsenburg, Stefan Chwin, Karol Maliszewski, Viktor Kalinke, Josef Hrubý, Róža Domašcyna, Andrė Hille, Inger Kock, Halnya Kruk, Frans Budé, Undine Materni, Dieter Krause, Wilhelm Bartsch, Wojciech Izaak Strugała, Helmut Ulrich, Radek Mały, Elke Erb, Krystyna Lars, Andreas Altmann, Jana Štroblová, Bernd Weise, Matthias Jackisch.
Weiterhin Jacek Inglot (Wrocław, Autor), Aleksander Hołoga (Lwówek Śląski, Musiker, Komponist), Elżbieta Suchcicka (Lwówek Śląski, bild. Künstlerin), Wolfgang E. Herbst (Meißen  Autor), Dagmar Ranft-Schinke (Malerin), Hatif Janabi (Babylon, Irak / Warschau, Arabist, Polonist), Patrik Lewkowicz (Lubań, Maler), Markus Jaroschka (Graz, Autor, Herausgeber der Literaturzeitschrift Lichtungen), Carlos A. Aguilera (Havanna, exilierter Autor aus Kuba, lebt z. Z. in Prag), Natalya Elizarova (Moskau, Autorin), Eva Košinská (Prag, Autorin), Jonáš Hájek (Prag, Autor), Rembert Schleicher (Wien, Autor), Leonore Adler (Dresden, Malerin), Danae Coulmas (Athen, Schriftstellerin, Übersetzerin), Milan Hrabal, Krzysztof Śliwka.

## Publikation und Dokumentation

### Buchpublikationen
- Orpheus – Gespräch im Wort / Orfeusz – Rozmowa w Słowie, zweisprachig, Ostragehege, ISSN 0947-1286, 2001
- Orpheus versammelt die Geister, Anthologie, zweisprachig, Dresden, Literarische Arena e. V., ISSN 0947-1286
- Das reicht für eine Irrfahrt durch Polen, Anthologie, Hrsg.: Peter Gehrisch[3]
- Ich bin der Zauberer des Staubs, ISBN 978-83-922463-2-9, 2007
- Poezja jako przekład niewymownego / Dichtung als Übersetzung des Unsagbaren, Lwówek Sl. / Jagniatków 2007, ISBN 978-83-922463-2-9

### Zeitschriften
- Orfeusz – Podróż do źródeł granic, Kłodzko, Ośrodek Kultury, 1999 (Übersetzungen ins Polnische: Marek Śnieciński)
- Orpheus – eine Reise zu den Grenzquellen, manuskripte, Nr. 149, Graz 1999, ISSN 0025-2638
- Das Land Ulro nach Schließung der Zimtläden, Ostragehege, ISBN 3-930382-48-2, 2000
- OSTRAGEHEGE, Zeitschrift für Literatur und Kunst, Dresden, Hefte 16 (1999) und 18 (2000)[4]
- „Worin liegen die Quellen der Dichtung?“ in OSTRAGEHEGE, Heft 52